# نارا دادا
نارا دادا (به انگلیسی: Nara Dada) یک منطقهٔ مسکونی در پاکستان است که در ناحیه فیصل آباد واقع شده‌است.